# 澳門文物大使
澳門文物大使，是澳門特區政府文化局為增加青年對澳門本地文化遺產認識而培訓的學生。自2001年，文化局舉辦培訓活動“全澳文化遺產推廣計劃”。澳門文物大使培訓計劃透過培訓課程、導遊實踐以及參觀交流等活動，增加青年學生對澳門歷史、文物的認識，擴闊視野，並培養其獨立處事、組織領導的能力。
經過面試、文物課程、文物口試、文物導賞等活動，成功培訓“澳門文物大使”。及後於2004年8月1日，首屆學員組織“澳門文物大使協會”，以“愛護文物．傳承文化”為理念，推廣澳門文化遺產，普及文化遺產保護意識為宗旨。協會舉辦不同類型的活動，藉澳門文物大使讓市民及遊客加深對本地文物的認識，增強市民的文化歸屬感，及推動文物保護工作。 

## 澳門十年紀錄片
澳門文物大使培訓計劃成為中國中央電視台及澳門特區政府聯合攝製的澳門回歸十年大型紀錄片《澳門十年》其中一項素材，本項目在第7集《根在中華》中播出。

## 外部連結
- 澳門文物大使協會 （页面存档备份，存于）
- 澳門文物網
- 澳門十年 （页面存档备份，存于）